# Монтеђови
Монтеђови (итал. Montegiovi) је насеље у Италији у округу Гросето, региону Тоскана.
Према процени из 2011. у насељу је живело 168 становника. Насеље се налази на надморској висини од 528 м.